# Pierre de Cabrol de Mouté
Pour les articles homonymes, voir Cabrol et Mouté.

Pierre Joseph, chevalier Cabrol de Mouté et de l'Empire, né à Nîmes (Gard)  le 20 août 1769 et mort à Montpellier (Hérault) le 16 juillet 1819, est un militaire français.

## Biographie
Issu d'une famille protestante originaire d'Uzès il est né à Nîmes en Languedoc, aujourd'hui dans le département du Gard le 20 août 1769. 
Après sa formation à l'école militaire de Tournon-sur-Rhône (Ardèche), il entra au service le 15 septembre 1791 comme sous-lieutenant dans le 54e régiment d'infanterie (ci-devant Royal-Roussillon). Lieutenant le 12 mai 1792 et capitaine le 13 mars 1793 au 15e régiment de chasseurs à cheval, il fit les campagnes de 1792 à l'an III aux armées du Nord et de l'Ouest. Aide-de-camp du général de division Jean Étienne Philibert de Prez de Crassier le 29 prairial an III (17 juin 1795) et promu chef d'escadron dans le 10e dragons le 7 fructidor, il fit à l'armée du Rhin les campagnes des ans IV et V, fut nommé le 2 pluviôse adjoint provisoire à l'état-major général de l'armée, et en remplit les fonctions jusqu'au 12 fructidor an IX. Attaché à cette époque en qualité d'aide-de-camp au général de division Charles Étienne Gudin de La Sablonnière, employé à Toulouse en l'an XI et à l'armée des côtes de l'Océan, il devint membre de la Légion d'honneur le 25 prairial an XII. Il combattit de l'an XIV à 1807 en Autriche, en Prusse et en Pologne. Nommé major le 7 juillet 1807 à l'état-major général de l'armée, il passa le 3 mars 1809 au 3e régiment de cuirassiers, et reçut le titre de chevalier de l'Empire le 15 août de la même année. Le 29 décembre 1813, il alla prendre le commandement des escadrons de guerre mais déclaré hors d'état de faire aucun service actif par suite d'une chute de cheval qu'il avait faite lors de la campagne de Prusse et de Pologne à la bataille de Pultusk le 26 décembre 1806 il fut admis à la retraite le 19 février 1814. Il est fait baron en 1814.
Retiré à Montpellier (Hérault), il y décède le 16 juillet 1819 et fut inhumé dans le cimetière protestant de la ville.

## Sa famille
Par sa mère il est apparenté à François Paul de Brueys d'Aigalliers vice-amiral commandant en chef de la flotte française à Aboukir à la bataille d'Aboukir (1798), leurs demeures respectives rue Boucairié (lieu de naissance de François Paul) à Uzès étaient proches l'une de l'autre.
Le 23 avril 1812), il épouse à (Sarreguemines Louise Wilhelmine d'Horzizka (Rheinsberg 1788 - Villefranche-de-Rouergue 1857), issue d'une famille de l'aristocratie de la Bohême et de la Moravie, les comtes Horžiczký von Horžicz proche de l'Empereur Frédéric le Grand et de son frère Henri de Prusse. Ils eurent trois enfants :
- Marie-Louise Wilhelmine (Sarreguemines 1810 - Villeneuve-d'Aveyron 1858) qui épouse en 1827 à Rodez Pierre Désiré Davet ;
- Louis Pierre qui est né et décédé à Uzès à l'âge d'un mois (Uzès 1815 - Uzès 1815) ;
- et le baron Alfred Cabrol de Mouté, Pierre est dit baron à la naissance d'Alfred[3] (Rodez 1818 - Paris 1883), attaché d'ambassade, épousa Louise Mallet (Jouy-en-Josas 1820 - Jouy-en-Josas 1891), fille du banquier Jules Mallet et d'Émilie Oberkampf. Le fils d'Alfred, le baron Pierre Philippe Cabrol de Mouté et son épouse firent reconstruire le château de Vilvert à Jouy-en-Josas. Dont descendance http://www.noblesseetroyautes.com/livre-les-crap/.

Sa sœur Élisabeth est l'épouse de Jacques Antoine Rabaut-Pommier.

## Récapitulatifs

### Titre
- Chevalier Cabrol de Mouté (à la suite du décret du 25 prairial an XII le nommant membre de la Légion d'honneur, lettres patentes signées à Paris à 16 décembre 1810[4]).

### Décorations
- Légionnaire (25 prairial an XII : 14 juin 1804)[5] ;

### Armoiries
| Image | Armoiries |
| ----- | --- |
|       | Armes du chevalier Cabrol de Mouté et de l'Empire Coupé d'or et de sinople : l'or à la cuirasse de sable ; le sinople à la barrière soutenue d'argent ; bordure du tiers de l'écu de gueules au signe des chevaliers légionnaires posé au premier point en chef.. - Livrées : Les couleurs de l'écu, le verd en bordure seulement. |